# Dropzone
Als Dropzone bezeichnet man einen geheimen Speicherort im Internet, an dem ein Hacker seine automatisch gesammelten gestohlenen Informationen (Passwörter, Kontodaten etc.) sammelt. Solche Dropzones sind meist durch Passwörter geschützt. Häufig befinden sich die Dropzones in Standard-Serververzeichnissen.